# Urticicola mounierensis
Urticicola mounierensis is een slakkensoort uit de familie van de Hygromiidae. De wetenschappelijke naam van de soort is voor het eerst geldig gepubliceerd in 1909 door Caziot.